# San Giorgio a Cremano
San Giorgio a Cremano is een Italiaanse gemeente, onderdeel van de metropolitane stad Napels, wat voor 2015 nog de provincie Napels was (regio Campanië) en telt 49.480 inwoners (31-12-2004). De oppervlakte bedraagt 4,1 km2, de bevolkingsdichtheid is 12.351,09 inwoners per km2.

## Demografie
San Giorgio a Cremano telt ongeveer 16939 huishoudens. Het aantal inwoners daalde in de periode 1991-2001 met 18,5% volgens cijfers uit de tienjaarlijkse volkstellingen van ISTAT.
| Jaar | Inwoneraantal |
| ---- | ------------- |
| 1991 | 62.258        |
| 2001 | 50.763        |

## Geografie
De gemeente ligt op ongeveer 56 m boven zeeniveau.
San Giorgio a Cremano grenst aan de volgende gemeenten: Ercolano, Napoli, Portici, San Sebastiano al Vesuvio.